# 선떠이 전투
선떠이 전투(프랑스어: Sơn Tây Campaign, 1883년 12월 11일 - 12월 17일)은 프랑스가 북베트남의 통킹에서 선떠이의 중요한 도시를 전략적으로 점령하기 위해 유영복의 흑기군과 연합한 베트남군 그리고 청나라와 연합해서 벌인 전투이다. 이 작전은 프랑스가 통킹 원정을 하는 동안 통킹 원정 여단과 흑기군 사이의 여러 차례의 충돌 중 하나였다. 이 전투는 청불 전쟁에 앞서 선전포고가 되지 않은 적대행위 기간 중에 일어났다.

## 배경
1883년 5월 19일, 프랑스 해군 선장 앙리 리비에르가 유영복이 이끄는 흑기군과의 사이에 벌어진 ‘꺼우저이 전투’에서 패배하고, 전사했다. 이어 프랑스 정부는 통킹에 대규모의 증원군을 보냈다. 리비에르의 후임인 알렉상드르 외젠 부에(1833-87) 장군은 1883년 여름과 가을에 흑기군을 괴멸시키려 시도했다. 그러나, 흑기군은 8월 15일 푸호아이 전투와 9월 1일 팔란 전투에서 상당한 손실을 입었지만, 프랑스는 그들에게 결정적인 타격을 주지는 못했다.
1883년 10월, 통킹 원정 여단 사령관으로 아메데 쿠르베 제독이 임명되었다. 프랑스군은 이제 연말에 흑기군을 전멸시키기 위한 대규모 공세를 준비했다. 청나라가 유영복에 대한 지원을 철회하도록 설득하고, 다른 유럽 세력의 지지를 얻기 위해 노력했다. 쥘 페리와 프랑스 외무장관 폴 아르망 샤르멜 라쿠르(Paul-Armand Challemel-Lacour)는 1883년 여름과 가을에 파리에서 열린 회담에서 청나라 대사 증기택과 여러 차례 만났지만, 외교적 해결은 보지 못했다. 청나라는 입장이 확고했고, 프랑스군과 즉각적인 교전이 벌어질 가능성이 있음에도 불구하고 선떠이, 박닌, 랑선에서 배치한 청나라 정규군의 상당한 수비대 진지에서 철수를 거부했다. 결국, 프랑스는 꽝옌, 흥옌과 닌빈에 주둔지를 세움으로써 삼각주에 대한 지배권을 강화했다. 1883년 12월, 쿠르베 제독은 페리 정부로부터 선떠이를 공격할 수 있는 권한을 부여받았다. 프랑스 내각은 유영복에 대한 공격이 청나라와 선전포고 없는 전쟁으로 이어질 수 있다는 가능성은 인정했지만, 통킹에서 빠르게 승리를 안착시킨다면 청나라는 이것을 기정사실로 받아들일 수 밖에 없을 것이라고 계산했다.

## 병력

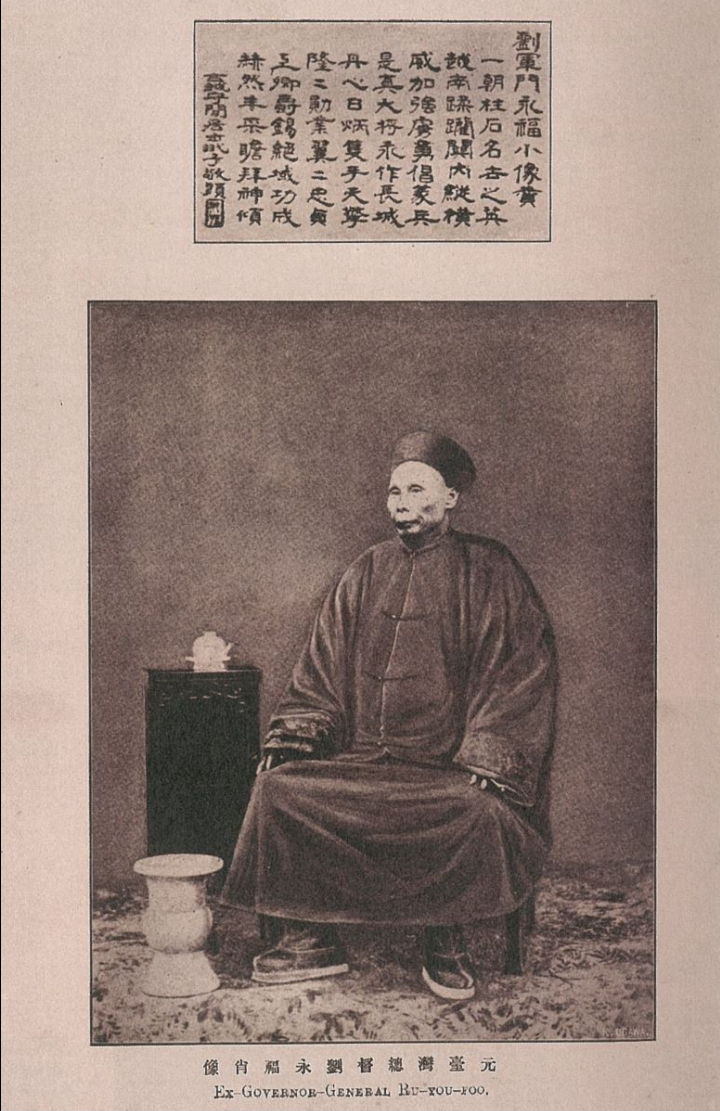
유영복 (1837–1917)

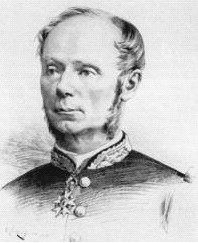
아메데 쿠르베 제독(1827–85)

선떠이는 홍강 남쪽으로 몇 킬로미터 떨어진 곳에 있었다. 그곳은 11피트 높이의 연 모양의 오각형 외벽으로 보호하고 있으며, 짧은 삼면이 대략 동쪽을 향하고, 긴 두면이 마을의 서쪽으로 뾰족한 지점으로 모였다. 외벽은 물로 채워진 넓고, 깊은 해자와 키 큰 대나무 울타리로 5면 모두에 둘러싸여 있었다. 공격자가 이러한 장애물을 넘어 외벽을 뚫어도 여전히 선떠이의 내성을 점령해야 했다. 코친차이나의 프랑스 성채 모델을 기반으로 베트남 장인들이 지은 성채는 도시의 중심에 놓여 있었다. 사각형 모양으로, 벽의 길이는 300m 정도였다. 내성은 18m 높이의 망루가 감시를 하고 있었다. 프랑스가 받은 보고서에 따르면, 방벽 뒤에는 적어도 최소 수백 문의 대포가 있었다고 전했다.
선단과 연락선을 유지하기 위해 프랑스는 동쪽에서 우익 측면을 홍강에 두고, 선떠이로 접근해야 했다. 이론적으로는 그들이 북쪽의 선떠이를 지나 행진하여 마을과 강 사이에 전열을 짜내고 두 개의 긴 벽이 도시의 서쪽과 만나는 취약한 예각에 공격을 가할 수 있다. 그러나 수비병들도 결코 그곳에 도착하지 못하도록 최선을 다했다. 다이강에서 선떠이로 이어지는 제방길은 푸사 마을에서 마을의 북동쪽으로 이어졌다. 흑기군은 푸사를 난공불락의 방위 거점으로 바꾸기 위해 유럽 기술자들을 고용했다. 물이 가득 찬 도랑, 대나무 장막과 참호가 중앙의 보루를 둘러싸고 있었고, 보조 방비가 본진으로의 접근을 방해했다. 푸사의 방위 거점에서, 흑기군은 프랑스 공격이 최초의 이뤄질 것 같은 동쪽과 북쪽의 홍강까지 모두 훌륭한 포격장으로 만들었다. 선떠이의 북쪽과 서쪽으로 자리를 잡으려면 프랑스군은 먼저 푸사를 점령해야 했다. 이것은 쉬운 일이 아니었다. 유영복이 마을을 강력하게 수비했고, 대포를 거치시켜 두었기 때문이었다. 그 대포는 포대 밑에 거치되어 있어서, 공략하기 어려운 표적이 되었다.
선떠이는 유영복의 지휘하는 3,000명의 베테랑 흑기군과 호앙께비엠 왕자가 지휘하는 의욕이 없는 베트남군 약 7,000명과 당형(唐炯)이 지휘하는 1,000명의 청나라군 파견대로 방어하고 있었다. 호앙께비엠의 베트남군은 성채를 수비했으며, 청나라군은 선떠이 내부에 배치되었다. 푸사의 외벽과 외보는 유영복의 흑기군의 차지가 되었다. 베트남군이나 청나라 파병대 모두 전투에서 중요한 역할을 수행하지 않았는데, 결국 프랑스군과 흑기군 사이의 직접적인 싸움이었다.
아메데 쿠르베 제독은 통킹 원정군을 이끌고 선떠이로 갔다. 프랑스군은 원정을 위해 약 9,000명의 병력을 배치했으며, 벨랑(Belin) 대령과 비쇼(Bichot) 대령의 지휘하에 두개의 부대를 구성했다. 3300명의 병력을 가진 벨린의 부대는 투르크 소총병 2개 대대(대대장 주노와 레텔리에), 코친차이나 소총병 소속의 해병대 보병 1개 대대(대대장 루), 외인부대 1개 대대(도니에르 중령), 800명의 통킹 소총병(대대장 베르토-르비앙) 및 3개의 해병대 포병 3개 중대로 구성되어 있었다. 비쇼의 부대는 해병대 보병 3개의 대대(대대장 슈발리에, 듈리우 및 레이가스)로 구성되어 있으며, 각각 코친차이나 소총병 중대, 경보병 해병대 대대(프리깃함의 함장 라게르), 해병대 포병 3개대, 65mm 해군 포병으로 구성되어 있었다.

## 원정
두 프랑스 부대는 1883년 12월 11일 새벽 하노이에서 출발했다. 쿠르베는 아무에게도 원정의 목적을 말하지 않았으며, 많은 전투병들이 청나라 광서군 2만여 명이 점령한 박닌을 수복하기 위해 진군할 것으로 예상했다. 그곳은 1882년 가을, 총 2만 여명에 이르는 청나라의 광서군에 의해 점령당한 상태였다. 벨린의 부대는 하노이에서 다이강으로 육로 행진을 했다. 반면, 비쇼의 부대는 통킹선단(플루비에, 트롬비, 에클레어, 아쉬, 무스크통과 야타간) 소속의 여섯 척 포함과 여러 척의 증기선, 정크, 예인선으로 수송되어 홍강을 올라갔다.
12월 11일 오후, 비쇼의 부대는 다이강의 서쪽 강변에 상륙하여, 천천히 움직이는 벨랑의 부대를 위한 통로를 확보했다. 한편 벨랑의 부대는 지교(紙橋) 위를 지나서 푸호아이, 끼엔마이, 퐁 마을을 통과하여, 5월 19일과 8월 15일의 전장을 다시 건너 무사히 다이강에 도달했다. 12월 13일, 두 부대는 선떠이의 전방 방어진에서 5km 떨어진 곳에서 조우했다. 벨랑의 병력은 휴식이 필요했고, 쿠르베는 다음 날까지 선떠이의 전투를 미루었다.

## 선떠이 전투

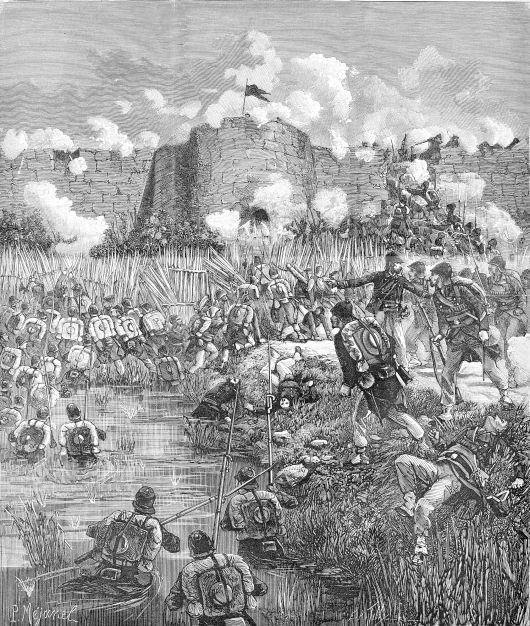
선떠이 점령, 1883년 12월 16일

선떠이를 차지하려는 전투는 프랑스가 여태까지 흑기군과 싸웠던 전투 중 가장 치열한 교전이었다. 흑기군은 도시를 방어하기 위해 맹렬히 싸웠다. 12월 14일 오후, 프랑스군은 오른쪽 측면으로 진격한 흑기군을 물리치면서 푸사 요새의 동쪽에서 전진했다. 포병이 투입되었고, 2시간의 폭격으로 푸사에 있는 흑기군 총포는 점진적으로 침묵했다. 오후 늦게 루와 슈발리에 대대는 푸사에의 전방 흑기군 요새를 점령했지만, 이 성공을 이용하려는 시도는 실패했다. 주노(Jouneau)의 알제리 저격병 대대 소속의 고디네(Godinet) 중대와 루(Roux)의 해병대 보병 대대 소속의 쿠니(Cuny)의 중대는 중앙의 보루를 공격했지만, 많은 사상자를 내고 퇴각했다. 해질 무렵에도 프랑스군은 여전히 푸사 앞에 묶여 있었다. 12월 14일, 프랑스군 사상자는 사망자 68명(장교 3명 포함)과 부상자 249명(장교 17명 포함)이었다. 이 사상자의 거의 절반은 주노의 알제리 저격병 대대에 났으며, 전투를 더 이상 수행할 수 없었다. 어느 날 쿠르베는 그의 전임자인 리비에르와 부에가 모든 전투에서 기록한 것보다 더 많은 사람을 잃었다.
쿠르베의 패배를 이용하기 위해 유영복은 같은 날 프랑스군 전열을 공격했지만, 흑기군 공격은 비참한 실패로 돌아갔다. 유영복은 이 반격으로 많은 병력을 잃었고, 푸사의 요새를 포기하고 선떠이의 방어진으로 철수해야 했다. 12월 15일, 군대를 쉬게 했고, 다음날 오후 쿠르베는 북서쪽에서 선떠이 방어진을 공격했다. 이번 공격은 포병들에 의해 철저히 준비되었으며, 수비병들이 지친 후에야 포격을 했다. 부대의 사기를 끌어 올리기 위해, 쿠르베는 흑기군의 포격 사거리 내에 있는 위치로 전진하는 모범을 보였다. 오후 5시, 도니에르의 외인부대 대대와 라게르의 경보병 해병대는 선떠이의 서문을 점령하고 마을로 진군했다. 유영복의 수비병은 성으로 물러났고, 몇 시간 후 어둠을 틈타 선떠이를 빠져나갔다. 프랑스군은 접수한 흑기군 깃발에서 찢어진 천 조각으로 만든 거대한 삼색기를 함께 꿰맸다. 그리고 쿠르베가 승리의 입성을 하며 말을 타고 들어가는 동안, 선떠이 성위에서 삼색기를 나부끼게 했다.

## 통지문
1883년 12월 17일 쿠르베는 원정대의 병사들과 선원들에게 다음과 같은 통지문을 내렸다.
| “ | 푸사의 요새와 선떠이의 성채는 제군들의 용기로 유명해질 것이다. 제군들은 강력한 적과 싸워서 정복했다. 항상 조국의 자식들에게 의지할 수 있는 프랑스를 온 세상을 다시 한번 보여주었다. 그들은 통킹의 평정을 보장했다. | ” |

## 결과 및 영향
쿠르베는 그의 목표를 달성했지만, 상당한 대가를 치러야 했다. 이틀간의 전투로 프랑스군의 총 사상자는 83명이 사망하고, 320명이 부상당했다. 사망이나 치명상을 입은 장교는 주노의 알제리 소총병 대대의 고디네(Godinet) 대위, 두세(Doucet)와 쿠니(Cuny) 대위 및 해병대 보병의 중위 클라베(Clavet), 도니에르(Donnier) 외인부대의 멜(Mehl) 대위가 포함되어 있었다. 22명의 다른 장교들도 부상당했다. 한 부정적인 프랑스 장교는 “쿠르베 제독은 한 선원이 탑승하기를 기대하는 대로 선떠이를 차지했다”고 평했다.
이후 프랑스가 입수한 보고서에 따르면, 선떠이의 청나라군과 베트남군의 사상자는 지대했다. 900명이 사망하고 1,000여 명이 부상을 입었다. 거의 모든 사상자가 류융푸의 흑기군이 입은 피해였다. 선떠이에서의 전투는 흑기군들에게 끔찍한 희생을 내게 했고, 영국인 옵저버 윌리엄 메스니의 의견으로는 전투병이 완전히 박살나 버렸다.
선떠이에 있는 흑기군의 불균형한 희생은 중요한 결과를 가져왔다. 유영복은 자신이 청나라와 베트남 동맹군들에 의해 의도적으로 전투에 말려들었다고 여기고, 다시는 자신의 부대를 공공연히 노출시키지 않기로 결심했다. 선떠이가 함락된 후, 유영복은 흑기군과 박닌에서 후퇴했지만, 흑기군과 박닌에 있는 청나라군의 움직임을 조정하려는 시도는 거의 하지 않았다. 전장에서 흑기군의 부재는 1884년 3월 박닌 원정에서 청나라 광서군이 패배한 중요한 요소가 되었다.

## 참고자료
- Bastard, G., Défense de Bazeilles, suivi de dix ans après au Tonkin (Paris, 1884)
- Cahu, T., L'amiral Courbet en Extrême-Orient: notes et correspondance (Paris, 1896)
- Challan de Belval, Au Tonkin 1884–1885: notes, souvenirs et impressions (Paris, 1904)
- Duboc, E., Trente cinq mois de campagne en Chine, au Tonkin (Paris, 1899)
- Eastman, L., Throne and Mandarins: China's Search for a Policy during the Sino-French Controversy (Stanford, 1984)
- Grisot and Coulombon, La légion étrangère de 1831 à 1887 (Paris, 1888)
- Huard, La guerre du Tonkin (Paris, 1887)
- Huguet, E, En colonne: souvenirs d'Extrême-Orient (Paris, 1888)
- Lonlay, D. de, Au Tonkin, 1883–1885 (Paris, 1886)
- Nicolas, V., Livre d'or de l'infanterie de la marine (Paris, 1891)
- Sarrat, L., Journal d'un marsouin au Tonkin, 1883–1886 (Paris, 1887)
- Thomazi, Histoire militaire de l'Indochine française (Hanoi, 1931)
- Thomazi, A., La conquête de l'Indochine (Paris, 1934)